# Lynk & Co 05
Lynk & Co 05 — компактный кроссовер, выпускаемый компанией Geely на платформе CMA с 2019 года.

## История

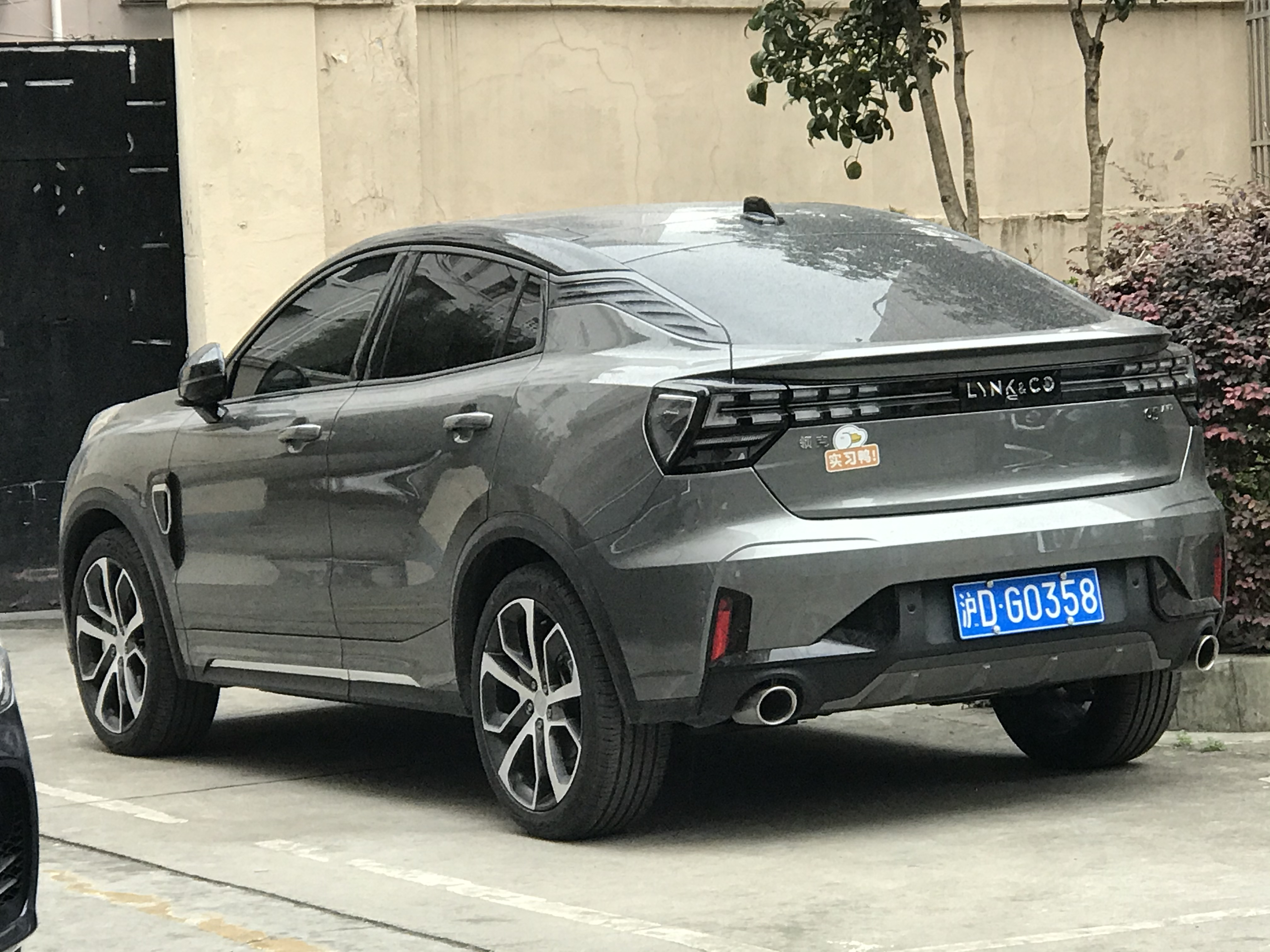
Вид сзади

Впервые автомобиль Lynk & Co 05 представлен в ноябре 2019 года. Представляет собой автомобиль с передней частью и интерьером от автомобиля Lynk & Co 01.
За основу автомобиля Lynk & Co 05 была взята шведская модель Volvo XC40.
Автомобиль оборудован 2-литровым 4-цилиндровым двигателем внутреннего сгорания JLH-4G20TD или 1,5-литровым двигателем внутреннего сгорания JLH-3G15TD. Существует также гибридный автомобиль Lynk & Co 05.